# Calle Prat

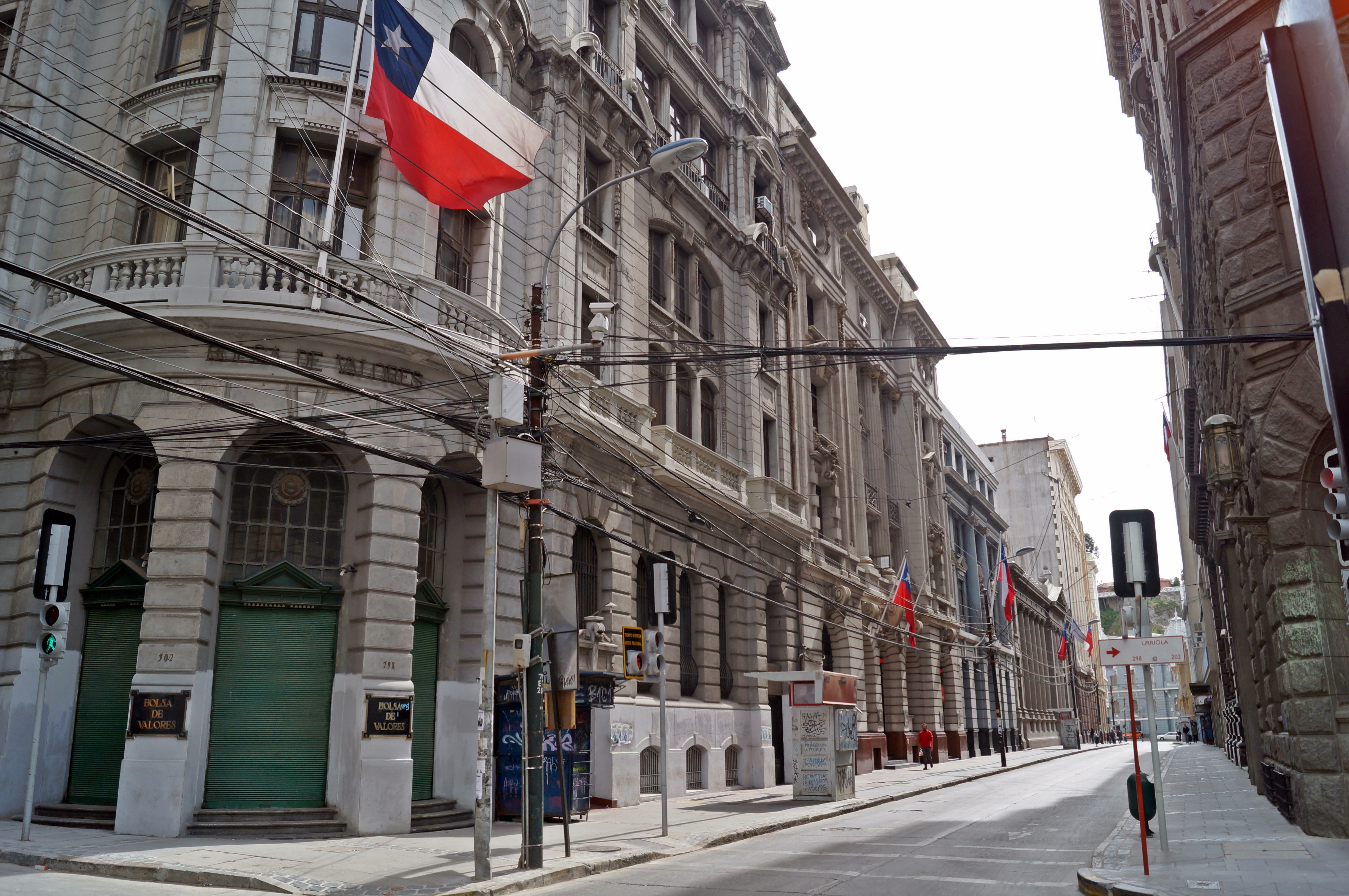
Vista de la intersección de calle Prat con Urriola, hacia la Plaza Sotomayor.

La calle Prat es el principal eje del Barrio Financiero del Gran Valparaíso, ya que alberga desde mediados del siglo XIX la actividad bancaria y financiera de la ciudad. La calle lleva su nombre en honor a Arturo Prat, abogado y marino, héroe militar de la Guerra del Pacífico. 
Recorre el plan desde Plaza Sotomayor a la Plazoleta Turri, en donde confluye con calle Cochrane para formar la calle Esmeralda. Fue declarada Monumento Nacional de Chile, en la categoría de Zona Típica, mediante el Decreto Exento n.º 605, art. 4°, del 31 de agosto de 2001.

## Descripción
La calle Prat transcurre desde la Plaza Sotomayor en el norte, siendo continuadora de calle Serrano, y avanza al pie del cerro Alegre y del cerro Concepción, hasta confluir con calle Cochrane, en la Plazoleta Turri, para formar la calle Esmeralda, en el suroeste. Presenta un intenso tráfico peatonal y vehicular, incluyendo los trolebuses.
Sus edificios son exponentes de la arquitectura historicista ecléctica de comienzos del siglo XX, presentando altura homogénea por tramos, así como también una gran cantidad de elementos estéticos como columnas, cornisas y frontones.

### Entre Urriola y Plaza Sotomayor
La Bolsa de Corredores es un edificio de cinco pisos con una cúpula vidriada que ilumina la sala de transacciones. Fue inaugurado en 1915 y fue construido por Carlos Federico Claussen y Gustavo Jullian, según los planos de Anberd y Lacrote. Este edificio reemplazó a la antigua Bolsa de Corredores, demolida para la construcción del Monumento de los Héroes de Iquique.
El edificio de la Caja Mercante, fue construido por Italo Sasso en 1949. Hoy es una sucursal del banco BBVA y oficina de conservadores de bienes raíces.
El edificio de Prat N°772 perteneció a la Compañía Carbonífera y de Fundición Schwager. Estuvieron en este edificio las oficinas de Hamburg Amerika, Falli y Cía, Compañía de Paños Bellavista Tomé y el Banco Sudamericano.
El edificio del Banco de Chile fue construido en 1912. Es de estructura neoclásica y en su entrada se puede observar gruesas columnas de bronce en la base.
En Prat N°668 se encuentra el edificio del Banco Estado, de sólida construcción de dos pisos y un entrepiso, con gran espacio central cuadrado iluminado por un cielo de vidrio. Antes de que fuese sucursal del Banco Estado, fue sitio de la Caja de Seguro Obligatorio y las oficinas de la Anaconda, Radio Cooperativa Vitalicia y Compañías Cervecerías Unidas.
Frente al Banco Estado se encuentra el tradicional restaurante "Del Mónico", en funcionamiento desde 1939.
El antiguo edificio de la Caja Nacional de Ahorros está también en la acera de enfrente. Hoy es sede de la Tesorería Regional.
El edificio de Prat N°620 es el edificio de la Dirección General de la Armada. El último edificio es la Compañía Chilena de Navegación Interoceánica.

## Historia

### sigloXIX
En el año 1810, a los pies del cerro Alegre, se comenzaba a formar un sendero entre la Quebrada de San Agustín hasta la del Almendro, donde se ubican las calles José Tomás Ramos y Urriola, respectivamente. En sus alrededores se ubicaban bodegas de comerciantes locales destinadas a guardar mercancía que posteriormente sería llevada al Callao, Perú. 
Cuando el sendero se hizo calle, compitió con calle La Planchada, actual calle Serrano, por el negocio  de casas mayoristas. Ya para el año 1825 se encontraban una treintena de casas mayoristas en la ciudad. La calle fue conocida como Calle de la Aduana porque las principales edificaciones del sector correspondían al edificio de la Aduana. Entre 1831 y 1833 Juan Stevenson construyó el edificio de la Aduana, donde está el actual Edificio de la Armada de Chile, lugar en la que funcionó hasta 1853. En 1830, Madame Aubry abrió un hotel de lujo, de tres pisos, 50 habitaciones y 10 departamentos para familias, en el sitio del actual Banco de Chile.
El primer banco de la ciudad fue ubicado en la Plaza Sotomayor, pero lentamente los edificios de las instituciones bancarias fueron avanzando por calle Prat, configurando el barrio financiero de Valparaíso.
Hasta comienzos del siglo XIX la ciudad se expandía desde el Barrio Puerto por el norte hasta el Peñón del Cabo, una gran roca que impedía el paso, ubicada en donde se encuentra la subida al ascensor Concepción. En el año 1832 la presión del comercio de la ciudad hizo que se dinamitara la formación rocosa, expandiendo la ciudad hacia el suroeste por calle Esmeralda. En 1837, en la esquina con Plaza Sotomayor, se abrió la primera droguería del país, del genovés Antonio Pucci.

### sigloXX
Los edificios que rodean la calle fueron construidos luego del terremoto de 1906, cuando una efervescencia constructiva se apoderó de la ciudad, sumado a las festividades por la celebración del Centenario de Chile. De 1908 data el edificio de la Bolsa de Corredores de Valparaíso, y de 1925 el emblemático Edificio Reloj Turri.

## Conexión con el Transporte Metropolitano de Valparaíso
| Paradero        | Recorrido |
| --------------- | --- |
| Plaza Justicia  | 203 (El Salto) 507 (Rodelillo) 508 (Rodelillo) 512 (Ramaditas) 513 (Las Cañas) 521 (Ramaditas) 801 (Metro Barón) 802 (Metro Barón) |
| Prat / Urriola  | 203 (El Salto) 507 (Rodelillo) 508 (Rodelillo) 512 (Ramaditas) 513 (Las Cañas) 521 (Ramaditas) 801 (Metro Barón) 802 (Metro Barón) |
| Reloj Turri Sur | 203 (El Salto) 507 (Rodelillo) 508 (Rodelillo) 512 (Ramaditas) 513 (Las Cañas) 521 (Ramaditas) 801 (Metro Barón) 802 (Metro Barón) |